# Alder (kráter)
Alder je měsíční impaktní kráter, který se nachází na jižní polokouli na odvrácené straně Měsíce. Nachází se poblíž jižního pólu-Aitkenu a leží na jihovýchod od kráteru Von Kármán. Jihovýchodně leží kráter Bose a na jihozápadě Boyle .
Vnitřní stěna kráteru je drsná a mírně terasovitá s materiálem rozptýleným po okrajích jinak relativně plochého dna. Existuje několik nízkých středních hřebenů ležící podél pásu od středu k východnímu okraji. Na východních vnitřních svazích leží malý kráter.